# Hendrik van den Bosch
Jhr. Hendrik van den Bosch (Utrecht, 17 maart 1881 − Leersum, 21 oktober 1953) was een Nederlands burgemeester.

## Biografie
Van den Bosch was telg uit het geslacht Van den Bosch en zoon van jhr. Johannes van den Bosch (1847-1918) en jkvr. Elisabeth Jacqueline Steengracht (1851-1898). Vanaf 1913 was hij burgemeester van Leersum, en vanaf 1921 ook burgemeester van Amerongen en hij zou dat tot 1946, met een onderbreking tijdens de oorlogsjaren, blijven. In mei 1944 eiste de Duitse bezetter dat de burgemeester namen zou geven van mannen tussen de 18 en 45 jaar om mee te helpen met de aanleg van de Atlantikwall. Van den Bosch weigerde namen te geven en werd vervolgens gevangengezet door de bezetter. Na twee maanden werd hij vrijgelaten en dook hij onder in de Betuwe. Na de oorlog werd hij opnieuw hersteld in zijn ambten van burgemeester. In Amerongen is na de oorlog de Achterweg naar hem vernoemd.
Van den Bosch trouwde in 1921 met Cornélie Henriette barones Taets van Amerongen (1889-1987) met wie hij drie kinderen kreeg. Een zoon, jhr. Oscar van den Bosch (1928-2019), was tussen 1962 en 1979 ook burgemeester van Amerongen. Zijn zwagers Maximiliaan Jacob Leonard baron Taets van Amerongen (1882-1958) en Willem Hendrik baron Taets van Amerongen van Renswoude (1895-1971) waren ook burgemeester.